# Pachycraerus meridianus
Pachycraerus meridianus är en skalbaggsart som beskrevs av Lewis 1897. Pachycraerus meridianus ingår i släktet Pachycraerus och familjen stumpbaggar. Inga underarter finns listade i Catalogue of Life.